# Serguéi Pavlóvich
Serguéi Vladímirovich Pavlóvich (ruso: Сергей Владимирович Павлович; 13 de mayo de 1992; Orlovskii, Óblast de Rostov, Rusia) es un artista marcial mixto ruso que compite en la división de peso pesado de Ultimate Fighting Championship (UFC). Desde el 30 de julio de 2024, está en la posición #4 del ranking de peso pesado de UFC.

## Primeros años
Serguéi Pavlóvich nació en 1992 en el pueblo de Orlovski, en Óblast de Rostov. A la edad de 5 años, Pavlóvich comenzó a practicar la lucha grecorromana bajo la dirección del entrenador Aleksandr Fiódorovich Aloyan. Se dedicó a la lucha hasta el 11º grado. Después de servir en el ejército, comenzó a practicar la lucha cuerpo a cuerpo y el sambo de combate.

## Carrera de artes marciales mixtas

### Fight Nights Global
Pavlóvich comenzó su carrera profesional de MMA en 2014 bajo la promoción Fight Nights Global, bajo la cual ganó 12 peleas sin sufrir una sola derrota. El 2 de junio de 2017, en una pelea contra Mijail Mojnatkin, obtuvo el título de peso pesado al ganar por decisión unánime. El 19 de noviembre de 2017, defendió su título de peso pesado en una pelea contra Kiril Sidelnikov.

### Ultimate Fighting Championship

#### 2018
Pavlóvich debutó en UFC contra Alistair Overeem el 24 de noviembre de 2018, en UFC Fight Night 141. Perdió la pelea por TKO en el primer asalto.

#### 2019
Pavlóvich se enfrentó a Marcelo Golm el 20 de abril de 2019, en UFC Fight Night 149. Ganó la pelea por KO. Esta victoria lo hizo merecedor de su primer premio de Actuación de la Noche.
Pavlóvich se enfrentó a Maurice Greene el 26 de octubre de 2019, en UFC Fight Nigh 162. Ganó la pelea por KO en el primer asalto.

#### 2020
Se esperaba que Pavlóvich se enfrentara a Ciryl Gane el 8 de agosto de 2020 en UFC Fight Night 174. Sin embargo, Pavlóvich tuvo que retirarse de la pelea por una lesión.

#### 2021
Se esperaba que Pavlóvich enfrentara a Tom Aspinall el 4 de septiembre de 2021, en UFC Fight Night 191. Sin embargo, Pavlóvich se retiró una semana antes del evento por problemas de visa y fue reemplazado por Sergey Spivak.

#### 2022
Pavlóvich enfrentó a Shamil Abdurajímov el 19 de marzo de 2022, en UFC on ESPN+ 62. Ganó la pelea por TKO en el primer asalto. Esta victoria lo hizo merecedor de su segundo premio de Actuación de la Noche.
Pavlóvich enfrentó a Derrick Lewis el 30 de julio de 2022, en UFC 277. Ganó la pelea por TKO en el primer asalto.
Pavlóvich enfrentó a Tai Tuivasa el 3 de diciembre de 2022, en UFC on ESPN 42. Ganó la pelea por KO en el primer asalto. Esta victoria lo hizo merecedor de su tercer premio de Actuación de la Noche.

#### 2023
Pavlóvich enfrentó a Curtis Blaydes el 22 de abril de 2023, en UFC Fight Night 222. Ganó la pelea por TKO en el primer asalto. Esta victoria lo hizo merecedor de su cuarto premio de Actuación de la Noche.

#### 2024
Pavlóvich enfrentó a Aleksandr Vólkov el 22 de junio de 2024, en UFC on ABC 6. Perdió la pelea por decisión unánime.

## Campeonatos y logros

### Artes marciales mixtas
- Ultimate Fighting Championship
  - Actuación de la Noche (Cuatro veces)  vs. Marcelo Golm, Shamil Abdurakhimov, Tai Tuivasa y Curtis Blaydes[12][19][28][30]
  - Racha de nocauts en el primer asalto más larga en la historia moderna de UFC (6)[33]
  - Empatado (con Don Frye) por la segunda mayor cantidad de victorias por nocaut en la historia de UFC (6) (detrás de Chuck Liddell)[34]
  - Mayor cantidad de knockdowns cada quince minutos en la historia de UFC (5.9)[35]
  - Segunda mayor cantidad de golpes significativos conectados por minuto en la historia de UFC (8.21)[35]
  - Segundo tiempo de pelea promedio más corto en la historia de UFC (2:13)[35]

- Fight Nights Global
  - Campeonato Mundial de Peso Pesado de Fight Nights (Una vez)[5][6]
    - Una defensa titular exitosa

- MMAjunkie.com
  - Nocaut del Mes de diciembre de 2022 vs. Tai Tuivasa[36]

## Registro en artes marciales mixtas
| Récord profesional | Récord profesional | Récord profesional |
| 21 peleas          | 18 victorias       | 3 derrotas         |
| ------------------ | ------------------ | ------------------ |
| Nocaut             | 15                 | 2                  |
| Decisión           | 3                  | 1                  |

| Resultado | Récord | Oponente              | Método                   | Evento                                      | Fecha                    | Ronda | Tiempo | Localización      | Notas                                                                                    |
| --------- | ------ | --------------------- | ------------------------ | ------------------------------------------- | ------------------------ | ----- | ------ | ----------------- | ---------------------------------------------------------------------------------------- |
| Derrota   | 18-3   | Alexander Volkov      | Decisión (unánime)       | UFC on ABC: Whittaker vs. Aliskerov         | 22 de junio de 2024      | 3     | 5:00   | Riad              |                                                                                          |
| Derrota   | 18-2   | Tom Aspinall          | KO (golpes)              | UFC 295                                     | 11 de noviembre de 2023  | 1     | 1:09   | Nueva York,       | Por el Campeonato Interino de Peso Pesado de la UFC.                                     |
| Victoria  | 18-1   | Curtis Blaydes        | TKO (golpes)             | UFC Fight Night: Pavlovich vs. Blaydes      | 22 de abril de 2023      | 1     | 3:08   | Las Vegas, Nevada | Actuación de la Noche.                                                                   |
| Victoria  | 17-1   | Tai Tuivasa           | TKO (golpes)             | UFC on ESPN: Thompson vs. Holland           | 3 de diciembre de 2022   | 1     | 0:54   | Orlando, Florida  | Actuación de la Noche.                                                                   |
| Victoria  | 16-1   | Derrick Lewis         | TKO (golpes)             | UFC 277                                     | 30 de julio de 2022      | 1     | 0:55   | Dallas, Texas     |                                                                                          |
| Victoria  | 15-1   | Shamil Abdurakhimov   | TKO (golpes)             | UFC Fight Night: Volkov vs. Aspinall        | 19 de marzo de 2022      | 1     | 4:03   | Londres           | Actuación de la Noche.                                                                   |
| Victoria  | 14-1   | Maurice Greene        | TKO (golpes)             | UFC Fight Night: Maia vs. Askren            | 26 de octubre de 2019    | 1     | 2:11   | Kallang           |                                                                                          |
| Victoria  | 13-1   | Marcelo Golm          | KO (golpes)              | UFC Fight Night: Overeem vs. Oleinik        | 20 de abril de 2019      | 1     | 1:06   | San Petersburgo   | Actuación de la Noche.                                                                   |
| Derrota   | 12-1   | Alistair Overeem      | TKO (golpes)             | UFC Fight Night: Blaydes vs. Ngannou 2      | 24 de noviembre de 2018  | 1     | 4:21   | Beijing           |                                                                                          |
| Victoria  | 12-0   | Kirill Sidelnikov     | TKO (golpes)             | Fight Nights Global 79                      | 19 de noviembre de 2017  | 1     | 2:45   | Penza             | Defendió el Campeonato de Peso Pesado de FNG.                                            |
| Victoria  | 11-0   | Mikhail Mokhnatkin    | Decisión (unánime)       | Fight Nights Global 68                      | 2 de junio de 2017       | 5     | 5:00   | San Petersburgo   | Ganó el Campeonato Inaugural de Peso Pesado de FNG. Final del Grand Prix de Peso Pesado. |
| Victoria  | 10-0   | Alexey Kudin          | Decisión (unánime)       | Fight Nights Global 54                      | 16 de noviembre de 2016  | 3     | 5:00   | San Petersburgo   | Semifinales del Grand Prix de Peso Pesado.                                               |
| Victoria  | 9-0    | Akhmedshaikh Gelegaev | TKO (rodillazo y golpes) | Fight Nights Global 51                      | 25 de septiembre de 2016 | 1     | 3:35   | Kaspisk           |                                                                                          |
| Victoria  | 8-0    | Chaban Ka             | TKO (golpes)             | Fight Nights Global 50                      | 17 de junio de 2016      | 1     | 1:54   | San Petersburgo   |                                                                                          |
| Victoria  | 7-0    | Magomedbag Agaev      | Decisión (unánime)       | Fight Nights Global 46                      | 29 de abril de 2016      | 3     | 5:00   | Moscú             |                                                                                          |
| Victoria  | 6-0    | Ruben Wolf            | TKO (golpes)             | EFN: Fight Nights Moscow                    | 11 de diciembre de 2015  | 1     | 2:02   | Moscú             |                                                                                          |
| Victoria  | 5-0    | Sultan Murtazaliev    | TKO (golpes)             | EFN: Fight Nights Dagestan                  | 25 de septiembre de 2015 | 1     | 0:59   | Kaspisk           |                                                                                          |
| Victoria  | 4-0    | Vladimir Daineko      | TKO (puñetazo)           | Fight Nights: Sochi                         | 31 de julio de 2015      | 1     | 0:24   | Sochi             |                                                                                          |
| Victoria  | 3-0    | Ilja Škondrič         | TKO (golpes)             | Full Fight 1: Slovakia and Czech vs. Russia | 30 de mayo de 2015       | 1     | 1:15   | Banská Bystrica   |                                                                                          |
| Victoria  | 2-0    | Sergey Buinachev      | TKO (golpes)             | Fight Nights: Cup of Moscow                 | 21 de marzo de 2015      | 1     | 0:20   | Moscú             |                                                                                          |
| Victoria  | 1-0    | Bruce Sessman         | TKO (golpes)             | Fight Nights: Battle of Moscow 18           | 20 de diciembre de 2014  | 1     | 3:52   | Moscú             | Debut en peso pesado.                                                                    |